# 奧利佛·寶雷
奧利佛·寶雷（法語：Olivier Boulay，1957年8月9日—）乃是法國籍的汽車設計師，2009年起他出任由戴姆勒汽車公司在中國北京創立的先進設計中心（Advanced Design Centre）副總裁。

## 生平簡歷

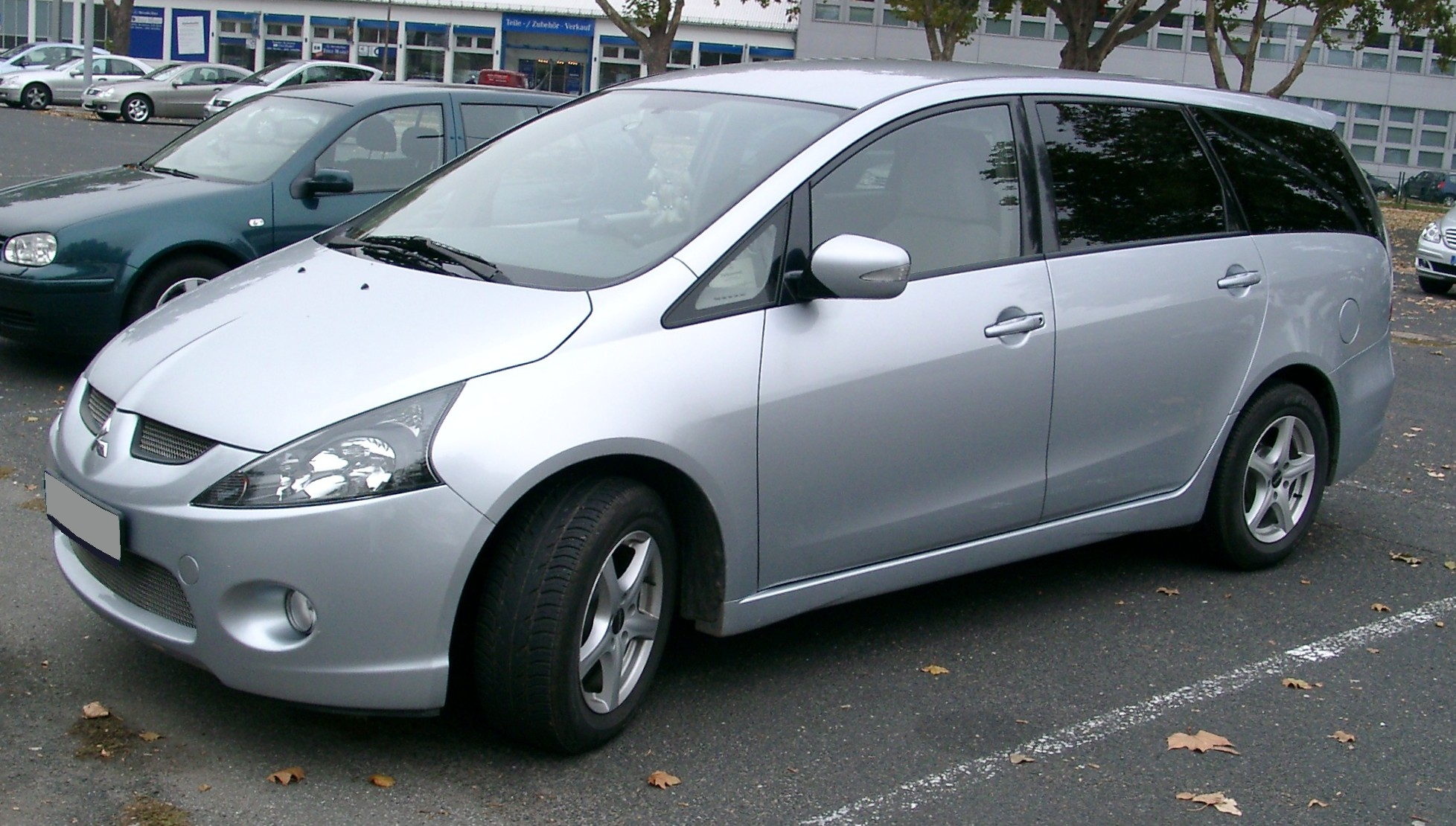
三菱Grandis是奧利佛·寶雷替三菱汽車設計的首款也是唯一量產車型

1978年奧利佛·寶雷進入法國巴黎的潘寧根高等平面設計暨室內設計學院（École Supérieure d'Arts Graphiques et d' Architecture）就讀，1981年則進入英國倫敦的皇家藝術學院研修。1982年畢業後，他在法國和義大利等地花費5年的時間從事汽車設計的工作，直到1987年他進入戴姆勒-賓士公司位於西德的設計部門。在此期間，他曾經負責梅賽德斯-奔馳S級、梅賽德斯-奔馳C級等車款的外形設計，直到1989年他動身前往日本尋求其他發展。
1990年代的最初幾年，他為富士重工業（今速霸陸）設計出第二代Legacy。不過1992年他重返戴姆勒-賓士公司創設的日本先進設計中心出任總經理一職，1997年東京車展所展出的梅巴赫概念車便是他的作品。隨後他返回歐洲，出任戴姆勒克萊斯勒公司旗下德國先進設計中心的總經理，催生了豪華轎車梅巴赫57和梅巴赫62進入量產。
戴姆勒克萊斯勒公司在2000年代初期，以22億美元買下三菱汽車37%的持股，成為後者的最大股東。所以奧利佛·寶雷在2001年5月被派遣至三菱汽車出任設計總監一職，2001年東京車展公開的CZ2、CZ3 Tarmac、Space Liner、SUP等概念車皆由他經手，而三菱Grandis是他替該公司設計的首款也是唯一量產車型，延續了相同的車頭設計概念。奧利佛·寶雷認為相同的車頭設計能帶給消費者強烈的視覺效果，且設立全車系設計的相似度是很重要的，因此接下來的三菱Colt、第六代三菱Lancer，以及在澳洲發表的小改款三菱Magna、三菱380，甚至臺灣中華汽車工業自主操刀外觀設計的三菱Galant Grunder、三菱Savrin等車款，都見得到類似的車頭造型。
2004年戴姆勒克萊斯勒結束了和三菱汽車的策略聯盟關係，奧利佛·寶雷返回日本先進設計中心；2009年他在東京慶應義塾大學任教。同年他在北京的中國先進設計中心出任副總裁，2012年起他負責一項由梅賽德斯-賓士和比亞迪共同攜手的電動車開發案。

## 得獎作品
- 2011年德國IF產品設計獎：E-smart速克達
- 2005年日本好設計獎：三菱Outlander

## 內部連結
- 汽車設計

## 外部連結
- （英文）LinkedIn: Olivier Boulay[永久]